# あんぷ
あんぷとは、和歌山県伊都郡高野町で製造販売されている和菓子。製品はササの葉で包装されることから、「笹巻あんぷ」という名称が使われる。

## 概要
ヨモギの葉を混ぜ込んだ生麩でこし餡をくるんでいる。
製造販売は、高野町の麩・和菓子店である有限会社麩善がおこなっている。
由来について、麩善は「大和朝時代に中国から僧によって伝えられた」としている。麩善の創業自体は、文政年間である。
和歌山県推薦優良土産品（和歌山県優良県産品推奨制度）指定対象品。

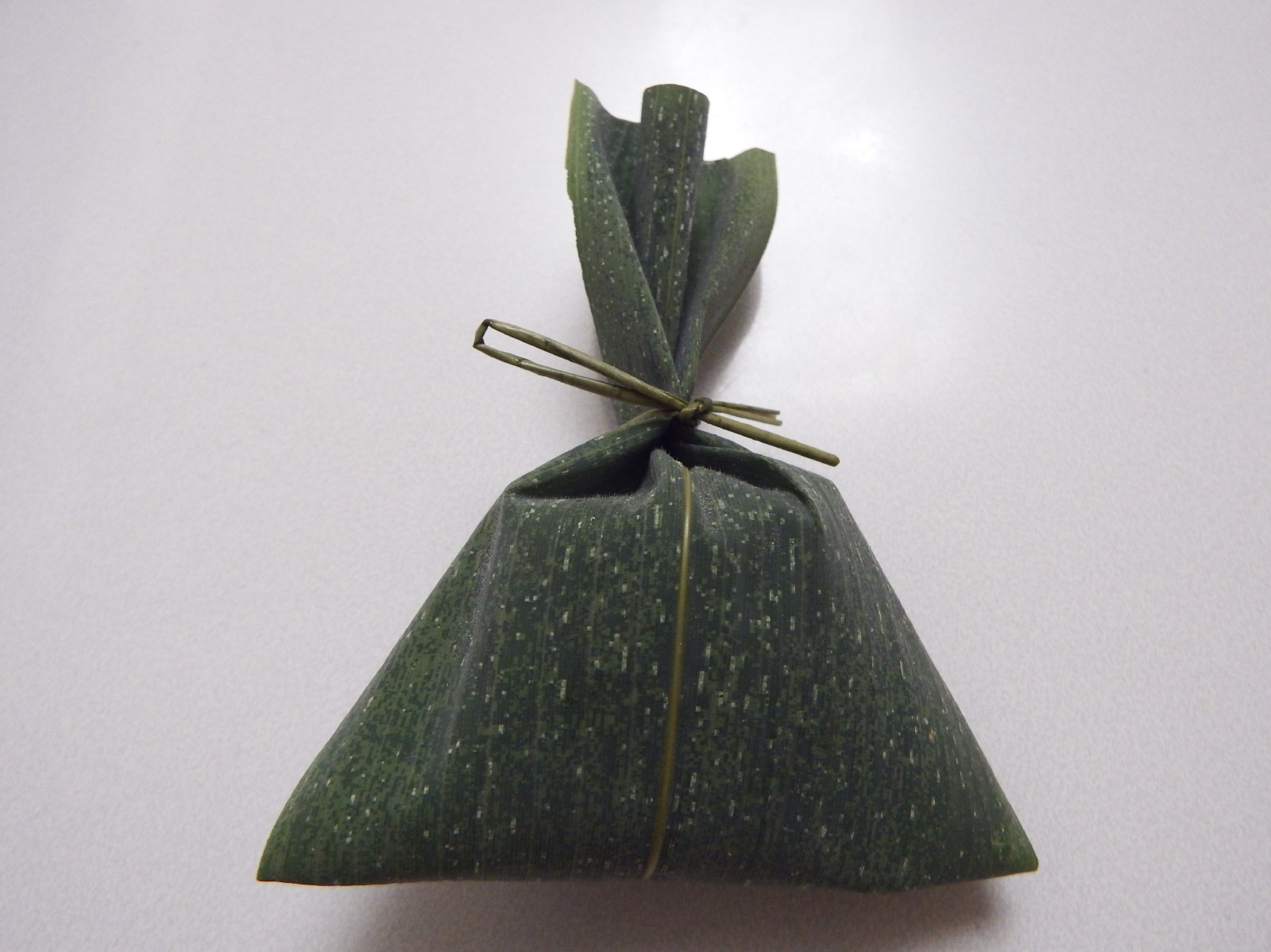
外観
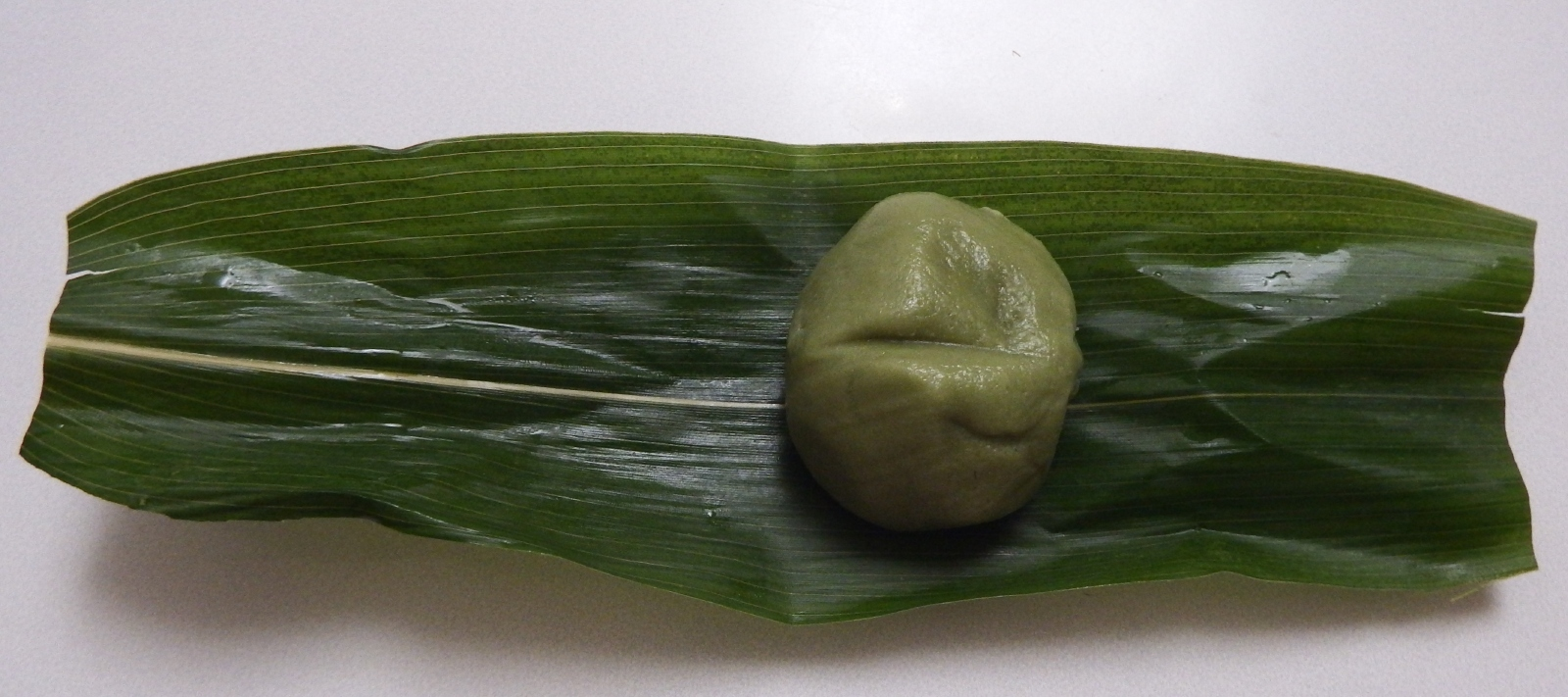
笹の葉を開いた状態
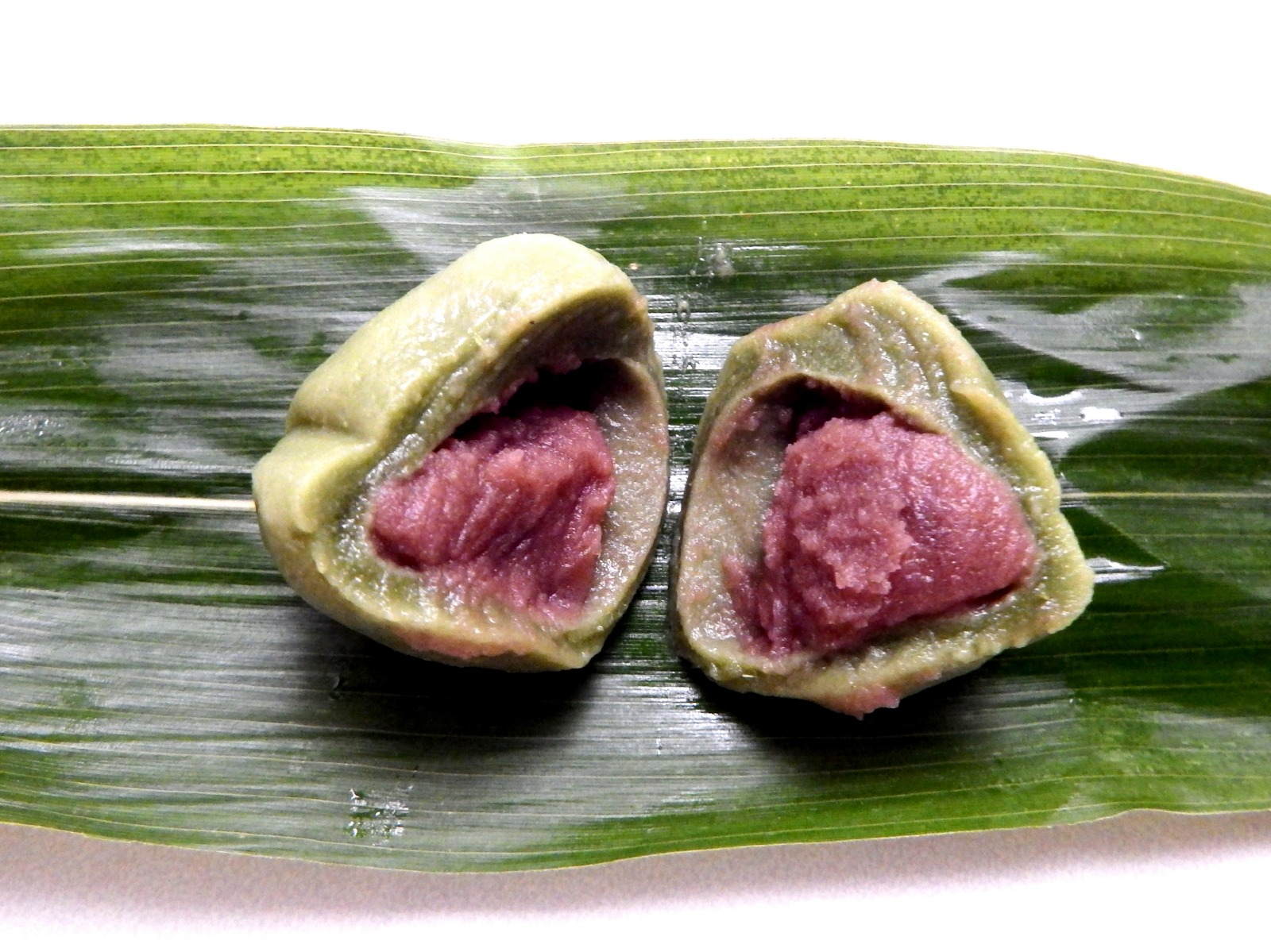
切断面